# Пеллини, Джорджо
Джорджо Пеллини (итал. Giorgio Pellini, 20 июля 1923 — 14 июня 1986) — итальянский фехтовальщик, чемпион мира, призёр Олимпийских игр.

## Биография
Родился в 1923 году в Ливорно. В 1947 году завоевал серебряную медаль чемпионата мира в командной рапире. В 1948 году принял участие в Олимпийских играх в Лондоне, где завоевал серебряную медаль в командной рапире. В 1949 году стал чемпионом мира в командной рапире и командной сабле, и обладателем серебряной медали в личном первенстве на саблях. В 1950 году стал чемпионом мира в командной рапире. На чемпионате мира 1951 года завоевал серебряную медаль в командной рапире. В 1952 году принял участие в Олимпийских играх в Хельсинки, где стал обладателем серебряных медалей в командных первенствах на саблях и рапирах.